# Як-25
Як-25 (изделие 120, по кодификации НАТО: Flashlight — «Фонарик») — советский двухместный истребитель-перехватчик, разработанный ОКБ Яковлева в конце 1940-х годов. Как перехватчик, снят с вооружения в середине 1960-х годов, однако его высотные разведывательные варианты использовались в ВВС СССР ещё некоторое время.

## История создания
Необходимость в защите протяжённых границ Советского Союза требовало создания тяжёлого истребителя-перехватчика, который должен был иметь большую дальность полёта, высокую скорость и длительное нахождение в воздухе. Но создать такой самолёт до конца 1940-х годов не представлялось возможным. В 1951 году в ОКБ А. С. Яковлева, совместно с конструктором двигателей А. А. Микулиным, в инициативном порядке начали проектировать такой самолёт. Пока Микулин занимался разработкой реактивного двигателя, Яковлев стал разрабатывать под этот двигатель специальный самолёт, который мог бы осуществлять дальние перелёты.
В августе 1951 года вышло постановление Совета Министров СССР, в котором предписывалось создать и предъявить на испытания в августе 1952 года двухместный двухдвигательный барражирующий истребитель-перехватчик, и на базе его создать фронтовой разведчик, который следовало предъявить на испытания в октябре 1952 года.
19 июня 1952 года был выполнен первый полёт самолёта (изделие 120). Заводские испытания завершились в ноябре. Самолёт хорошо пилотировался и давал возможность пилотам совершать фигуры сложного пилотажа.
Государственные испытания самолёта проходили в ГК НИИ ВВС и продолжались более года. Несмотря на ряд замечаний госкомиссии было принято решение о запуске самолёта после доработок в серию под обозначением истребитель-перехватчик Як-25.

## Эксплуатация и боевое применение
Первые поставки в войсковые части начались в конце 1954 года. ПВО регулярно использовала истребители Як-25 для сопровождения самолётов-разведчиков сил НАТО, осуществлявших полёты вдоль морских и сухопутных границ СССР. Эта «война без выстрелов» закончилась победой Як-25: провокационные полёты американских самолётов вглубь советской территории прекратились. В реальных боевых действиях самолёт не использовался ни разу.
Использовался для перехвата нарушителей границ и автоматических дрейфующих аэростатов (АДА). Одной из последних уничтоженных воздушных целей стал АДА, сбитый над Ярославлем экипажем Як-25 в составе командира майора Н. Ф. Волкова и лётчика-оператора капитана Н. Н. Вахрушева в июле 1968 года.
Самолёт Як-25 нравился пилотам, он был лёгким в пилотировании и у него были хорошие взлётно-посадочные характеристики. Просторная кабина позволяла лётчику комфортно в ней расположиться, а дублирование управления в обеих кабинах облегчало работу пилотов при длительном полёте. Самолёт был удобен в обслуживании, все необходимые узлы, приборы и агрегаты были доступны. Техосмотр обычно выполнялся просто с земли. Минусом было то, что двигатели были расположены близко к земле, и при взлёте в двигатель попадали мелкие камни и мусор со взлётно-посадочной полосы. Это способствовало частым отказам двигателей.
Як-25 является первым советским барражирующим перехватчиком. К началу 1960 годов начался бурный прогресс сверхзвуковой реактивной авиации, и перехватчик Як-25 довольно быстро устарел. Но поскольку новые перехватчики имели меньшую продолжительность полёта, Як-25 продолжал активно использоваться. С 1963 года Як-25 стали выводить из состава боевых частей и отправлять на базы хранения. Последняя эскадрилья была снята с эксплуатации и поставлена на консервацию в 1968 году. В 1975—1977 годах все Як-25 были утилизированы. На вооружение в другие страны этот самолёт не поставлялся, а использовался исключительно в СССР.
Сегодня в России сохранились два экземпляра Як-25 — экспонаты музеев на Ходынке и в Монино.

## Конструкция
Як-25 — среднеплан классической аэродинамической схемы. Аэродинамика самолёта рассчитана на длительное барражирование при высокой околозвуковой скорости полёта на высоте полёта не менее 14000 м. При изготовлении самолёта использовались конструкционные материалы: алюминиевые сплавы АК-4, АК-6, Д-16Т; листовые материалы АМГ, АМЦМ; для силовых деталей сталь 30ХГСА и др. Все крепёжные элементы (заклёпки, болты, винты), выходящие на аэродинамическую поверхность самолёта имеют потайные головки. Оборудование самолёта выбрано из расчёта круглосуточного, всепогодного и всеширотного применения с длительными полётами над безориентирной местностью.
Фюзеляж — полумонокок с работающей обшивкой диаметром 1,45 м и длиной 14,6 м, который имеет круглое сечение, носовая часть имеет форму эллипсоида, а хвостовая овал. Фюзеляж состоит из нескольких продольно стыкуемых отсеков и носового радиопрозрачного обтекателя: герметичный отсек радио-локационной станции (РЛС), отсек носовой опоры шасси, герметичная кабина экипажа, ниши пушек и отсеки боезапаса, топливные баки, отсек задней опоры шасси, в хвостовой части находятся кислородная система, основная часть блоков бортового радиоэлектронного оборудования, аккумуляторные батареи и др.
По верху фюзеляжа от фонаря кабины до форкиля проходит гаргрот, в котором проложены тяги управления, электрожгуты и трубопроводы. В задней части по бортам установлены два тормозных щитка с гидравлическим приводом. Конструктивно-силовая схема всех отсеков фюзеляжа это шпангоуты, стрингера и работающая обшивка. Силовой набор тормозного щитка — три лонжерона, нервюры и силовой короб в корневой части, соединённых силовой обшивкой. В фюзеляже имеется большое число люков для доступа к оборудованию и системам самолёта.
Экипаж (лётчик и оператор) размещаются тандемом в герметичной кабине вентиляционного типа, закрытой двухсекционным фонарем со сдвижной задней секцией. Сдвижная часть фонаря имеет пневматическое и резервное ручное открытие, а также устройство аварийного сброса в полёте. Спереди лётчик защищён бронестеклом козырька толщиной 105 мм и двумя стальными бронеплитами, по бокам дюралюминиевыми плитами. Также оба члена экипажа защищены стальными бронеспинками, бронезаголовниками. При возникновении аварийной ситуации предусмотрены катапультные кресла с раздельным катапультированием.
Крыло — свободнонесущее двухлонжеронное, стреловидное, трапециевидное в плане. Крыло состоит из двух консолей и центроплана, который конструктивно входит в состав фюзеляжа. Законцовки корневых частей крыла перпендикулярны плоскости симметрии самолёта. Силовой набор крыла включает два лонжерона, силовую подкосную балку, соединённую шарнирно с передним лонжероном, 36 нервюр, стрингеры и работающую обшивку. На концах крыла установлены обтекатели поддерживающих стоек шасси, одновременно являющихся противофлаттерными грузами. В крыле имеется достаточное количество люков для обслуживания находящихся в крыле систем.
Механизация крыла — элероны с внутренной аэродинамической компенсацией и щитки-закрылки с фиксированной осью вращения. Элероны односекционные, расположены на концах крыльев и занимают примерно 30 % его размаха. Закрылки двухсекционные большой площади. Для предотвращения срыва потока на крыле установлена одна пара аэродинамических перегородок (гребней) по корневому сечению элеронов. В зоне закрылков крыло имеет обшивку только по верхней поверхности.
Хвостовое оперение — однокилевое, крестообразной схемы установленное на хвостовую часть фюзеляжа состоит из киля с форкилем, установленного на нём на половине высоты стабилизатора и подфюзеляжного гребня, повышающего эффективность вертикального оперения. Горизонтальное и вертикальное оперение имеют трапециевидную форму в плане со значительной стреловидностью.
Горизонтальное оперение — состоит из стабилизатора и руля высоты, каждый из этих агрегатов состоит из двух симметричных независимых половин. На каждой половине руля высоты установлен триммер. Силовой набор стабилизатора — два лонжерона, нервюры и стрингеры и работающая обшивка. Силовой набор руля высоты — лонжерон, нервюры, установленные перпендикулярно оси жёсткости и стрингеры.
Вертикальное оперение — состоит из киля и руля направления. Руль направления состоит из двух секций, секции разделены горизонтальным оперением. На нижней секции руля направления установлен триммер. Конструкция горизонтального и вертикального оперения подобна. Подфюзеляжный гребень представляет собой пустотелую выклейку из текстолита, усиленную полосой из алюминиевого сплава.
Шасси — двухстоечное велосипедной схемы с управляемой передней стойкой и дополнительными подкрыльевыми опорами. Колёса передней и подкрыльевых опор нетормозные, спаренные колёса основной опоры оснащены двухкамерными дисковыми тормозами с автоматами предотвращения юза. Передняя и задняя опора шасси убирается в нишу фюзеляжа назад. Поддерживающие опоры шасси убираются назад в ниши контейнеров противофлаттерных грузов на концах крыльев.
Силовая установка — два турбореактивных двигателя РД-5А с максимальной тягой 2600 кгс, расположенных в гондолах под крылом. Двигатель оснащён восьмиступенчатым осевым компрессором, кольцевой камерой сгорания, двухступенчатой турбиной и нерегулируемым соплом. Топливо размещено в четырёх мягких фюзеляжных баках общей ёмкостью 3445 л. Кроме того под фюзеляжем размещён подвесной сбрасываемый бак ёмкостью 685 л. На самолёте предусмотрен слив топлива в воздухе.
Система управления — самолёт имеет три независимых канала управления — по тангажу, крену и рысканию. Поста управления два — в кабинах лётчика и штурмана, оба могут управлять самолётом раздельно или совместно, что позволяет использовать самолёт в качестве учебно-тренировочного. Управление по тангажу и крену выполняются ручкой управления самолётом, а по курсу педалями. Проводка управления жёсткая, а исполнительные механизмы — гидравлические бустеры.
Вооружение — две пушки калибра 37 мм с суммарным боекомплектом сто снарядов. Прицеливание с помощью прицела, работающего совместно с РЛС. Перезарядка пушек пневматическая, управление огнём электромеханическое. Результаты стрельбы фиксируются фотопулемётом.

## Модификации[1]
| Название модели | Краткие характеристики, отличия. |
| --------------- | --- |
| Як-25           | Первый серийный вариант с двигателями АМ-5 и РЛС РП-1Д «Изумруд». Выпущено 77 истребителей на заводе № 292 (г. Саратов).                                                                                              |
| Як-25К          | Переоборудованные Як-25 с РЛС РП-1У «Изумруд-2» и управляемыми ракетами «воздух-воздух» РС-1У. Ракеты располагались на подвесках по две с каждой стороны. Пушки демонтировали. На баланс вооружённых сил не ставился. |
| Як-25М          | Основная серия с РЛС РП-6 «Сокол». Выпущено 406 истребителей на заводе № 292. |
| Як-25МШ         | Самолёты-мишени, переоборудованные из снятых с вооружения Як-25. Самолёт был беспилотным, управление производилось с помощью летевшего рядом самолёта. В серию не поступал.                                           |
| Як-25Р          | Серия из десяти разведывательных самолётов с двумя фотокамерами АФА-33М и АФА-39М. Из вооружения была установлена одна пушка калибра 23 мм с боекомплектом — 80 снарядов.                                             |
| Як-25РВ         | Высотный разведчик и самолёт-мишень на базе Як-25 с двигателями Р-11Ф-300. Самолёт предназначался для полётов на большой высоте, поэтому у него был увеличенный размах крыла. Выпущено 155 машин этого типа.          |
| Як-25РМ         | Морская версия разведчика с улучшенной РЛС «Курск» и фотоприставкой ФА-РЛ-1. |
| Як-25Б          | Бомбардировщик с ядерным вооружением. Испытывался в 1955 году. В серийное производство не запускался. |

## Сохранившиеся экземпляры

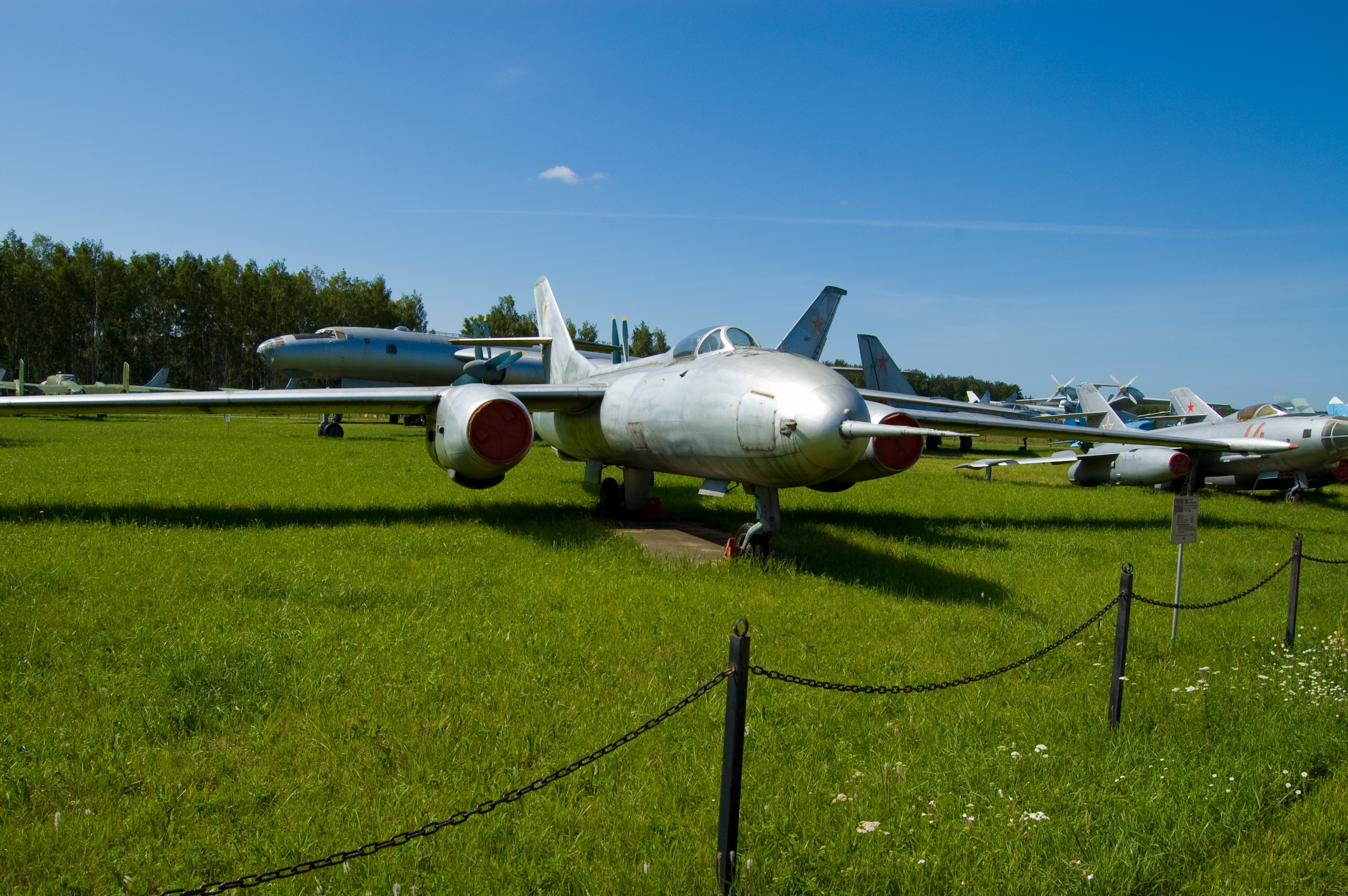
Разведывательная модификация Як-25РВ в экспозиции Центрального музея ВВС РФ, Монино

| Тип     | Бортовой номер     | Местонахождение                                                          |
| ------- | ------------------ | ------------------------------------------------------------------------ |
| Як-25   | 03                 | Центральный музей Военно-воздушных сил РФ, Монино, Московская обл.       |
| Як-25   | 20 (старый б/н 95) | Музей авиационной техники, пос. Боровая, Минский район, Беларусь         |
| Як-25   | 57                 | Музей техники Вадима Задорожного, Медынь, Калужская обл.                 |
| Як-25   | без б/н            | Музей техники Вадима Задорожного, Московская обл.                        |
| Як-25РВ | 11                 | Центральный музей Военно-воздушных сил РФ, Монино, Московская обл.       |
| Як-25   | 05                 | Музей ПВО в Саваслейке                                                   |
| Як-25   | б/н                | Национальный аэрокосмический университет имени Н. Е. Жуковского, Украина |

## Тактико-технические характеристики

Три проекции Як-25

### Технические характеристики
- Экипаж: 2 человека
- Длина: 15,67 м
- Размах крыла: 10,94 м
- Высота: 4,4 м
- Площадь крыла: 28,94 м²
- Масса пустого: 5675 кг
- Масса снаряжённого: 8675 кг
- Масса максимальная взлётная: 9450 кг
- Двигатели: 2 × ТРДД АМ-5

### Лётные характеристики
- Максимальная скорость: 1090 км/ч
- Дальность полёта с ПТБ: 2700 км
- Практический потолок: 15 200 м
- Скороподъёмность: 1800 м/мин

### Вооружение
- Пушечное вооружение: 2 × 37-мм пушки Н-37Л
- Боекомплект: 2 × 50 снарядов